# Ottersthal
Ottersthal é uma comuna francesa na região administrativa de Grande Leste, no departamento Baixo Reno. Estende-se por uma área de 3,14 km². Em 2010 a comuna tinha 764 habitantes (densidade: 243,3 hab./km²).